# Las Vegas Aces
Le Las Vegas Aces sono una delle dodici squadre di pallacanestro che militano nella WNBA (Women's National Basketball Association), il campionato professionistico femminile degli Stati Uniti d'America. La squadra gioca le sue partite casalinghe alla Michelob Ultra Arena del Mandalay Bay Resort and Casino. Le Aces hanno vinto la WNBA Commissioner's Cup e sono detentrici del campionato WNBA 2023.
La squadra è stata fondata a Salt Lake City, nello Utah, con il nome di Utah Starzz prima della stagione inaugurale del campionato nel 1997. Si sono poi trasferite a San Antonio, in Texas, prima della stagione 2003, diventando le San Antonio Silver Stars, poi abbreviate in San Antonio Stars nel 2014. La squadra si trasferì infine a Las Vegas prima della stagione 2018. Le Aces, che sono di proprietà di Mark Davis, attuale proprietario dei Las Vegas Raiders della NFL, sono una delle tre franchigie WNBA che competono in un mercato privo di una squadra NBA attuale; le altre due squadre sono le Connecticut Sun e le Seattle Storm.
Come Stars, la squadra si è qualificata per i playoff WNBA in sette dei quindici anni di permanenza a San Antonio. La franchigia ha ospitato molte giocatrici di qualità, come il playmaker all-star Becky Hammon, la solida ala grande Sophia Young, l'ex prima scelta assoluta Ann Wauters, il centro di due metri e mezzo Margo Dydek, la due volte Sixth Woman of the Year, Dearica Hamby e la due volte MVP della lega A'ja Wilson. La franchigia ha raggiunto le finali WNBA tre volte: la prima nel 2008, perdendo contro Detroit, nel 2020 perdendo contro Seattle e nel 2022 vincendo contro Connecticut.

## Storia della franchigia

### Gli inizi come Utah Starzz (1997-2002)
Una delle otto squadre WNBA originali, le Utah Starzz (parzialmente chiamate come la vecchia squadra ABA, Utah Stars) non hanno mai incontrato lo stesso successo della loro (ex) controparte nella NBA, gli Utah Jazz. Hanno detenuto il primato di avere il peggior record nella WNBA nel 1997 e sono state la prima squadra a scegliere nel Draft WNBA 1998. Alla prima scelta, selezionarono il centro Margo Dydek, che è diventata la giocatrice più alta nella storia della WNBA. Sfortunatamente, l'acquisizione di Dydek non aiutò la causa e finirono di nuovo tra le ultime squadre della lega nelle stagioni 1998 e 1999. Le Starzz registarono un record vincente nel 2000, ma non raggiunsero i playoff. Nel 2001, raggiunsero i playoff per la prima volta, ma furono rapidamente spazzate via al primo turno dalle Sacramento Monarchs. Nel 2002, raggiunsero nuovamente i playoff, e questa volta batterono le Houston Comets nelle semifinali della Western Conference per 2 partite a 1. La loro corsa ai playoff terminò con le finali di conference, poiché vennero spazzate via dalle future campionesse, Los Angeles Sparks.

### Il periodo a San Antonio (2002-2017)

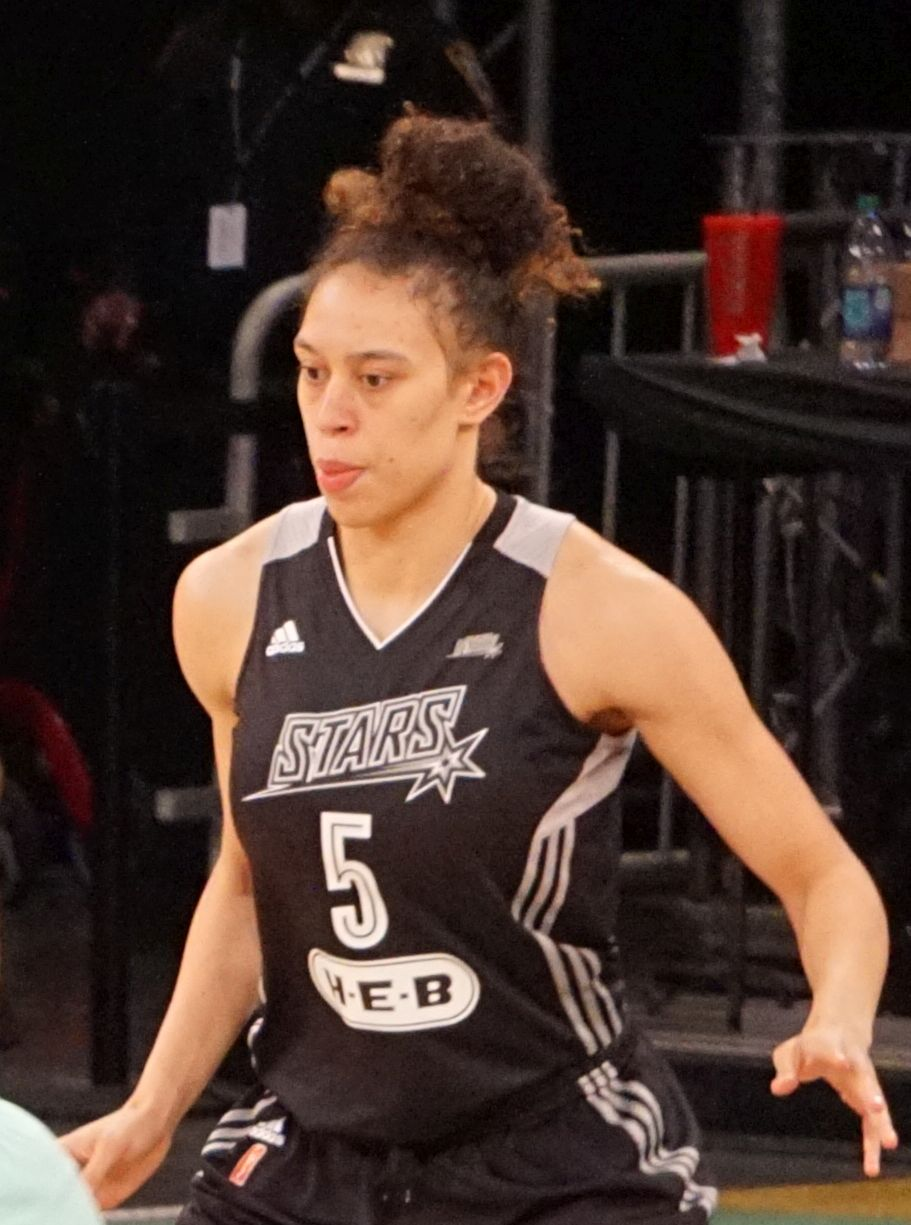
Dearica Hamby con le San Antonio Stars

Quando l'NBA smise di investire nelle franchigie WNBA alla fine della stagione 2002, gli Utah Jazz non hanno voluto mantenere la proprietà delle Starzz. Quindi vennero cercati dei potenziali acquirenti locali dello Utah, ma non se ne trovarono, lasciando alla franchigia la scelta di essere venduta a investitori esterni o di chiudere. Le Starzz evitarono il fallimento quando la franchigia fu venduta a Peter Holt (proprietario dei San Antonio Spurs dell'NBA) e venne perciò trasferita a San Antonio. Il nome della squadra cambiò in San Antonio Silver Stars e i colori della squadra diventarono l'argento e il nero utilizzati dagli Spurs.
Per le prime quattro stagioni (2003-2006) dopo il trasferimento a San Antonio, la franchigia non è riuscita a cambiare la sua vecchia tendenza alla sconfitta non raggiungendo mai i playoff. La stagione 2007 ha portato molti cambiamenti per le Silver Stars. Le Silver Stars acquisirono le stelle Becky Hammon, Ruth Riley e Sandora Irvin tramite scambi, selezionarono Helen Darling nel dispersive draft delle Charlotte Sting, scelsero Camille Little al secondo turno, ingaggiarono Erin Buescher durante la off-season e mantennero giocatrici chiave come Marie Ferdinand-Harris, Vickie Johnson, Shanna Crossley, Kendra Wecker e Sophia Young. Le Silver Stars, con il nuovo look, divennero subito una contendener nella Western Conference. Il 4 agosto 2007 le Silver Stars ottennero il loro primo accesso ai playoff da quando la franchigia si era trasferita a San Antonio nel 2003. Nel primo turno, le Silver Stars affrontarono le Sacramento Monarchs. Dopo aver perso gara 1 a Sacramento, San Antonio vinse le gare 2 e 3 per avanzare alle Western Conference Finals. Lì affrontarono le Phoenix Mercury, che aveva la testa di serie numero 1 nella Western Conference. Il 1º settembre 2007 la stagione delle Silver Stars si concluse con la sconfitta in gara 2 per 98-92 a Phoenix.
In vista del 2008, le Silver Stars erano considerate una delle principali contender e non delusero le aspettative. Dopo un inizio mediocre, le Stars presero il controllo della Western Conference e ottennero il miglior record a ovest e la testa di serie numero 1 nei playoff. Nelle finali WNBA, le Silver Stars affrontarono le Detroit Shock, alla loro terza partecipazione consecutiva alle WNBA Finals. In gara 1, in casa, le Silver Stars andarono presto in svantaggio, ma pareggiarono a quota 69 a 2:15 dalla fine del quarto quarto. Da quel momento le Shock ripresero il controllo e vinsero la partita per 77-69. Le Finals terminarono con uno sweep da parte delle Shock che vinsero il loro terzo titolo WNBA in tre anni.
La stagione 2010 non fu molto diversa per le Stars, le quali chiusero con un non brillante record di 14-20, ma riuscirono per il rotto della cuffia, a entare come terza testa di serie ai playoff in una Western Conference al di sotto della media. Esse però vennero spazzate via al primo turno dei playoff da Phoenix e fu chiaro che erano necessari alcuni cambiamenti. Nei playoff del 2012, le Silver Stars persero al primo turno contro le Los Angeles Sparks. Nel 2013 la squadra non raggiunse i playoff. Nei playoff del 2014, le Stars persero al primo turno contro le Minnesota Lynx.

### Il trasferimento a Las Vegas e la vittoria del primo titolo (2017-)
Dopo che gli Spurs Sports & Entertainment decisero di mettere in vendita la squadra, al termine della stagione 2017, è apparso evidente che la squadra sarebbe stata trasferita. La NBA e la WNBA hanno approvato la vendita delle Stars a MGM Resorts il 17 ottobre 2017, con l'intenzione di trasferire la squadra a Las Vegas e giocare alla Michelob Ultra Arena a partire dalla stagione 2018. 

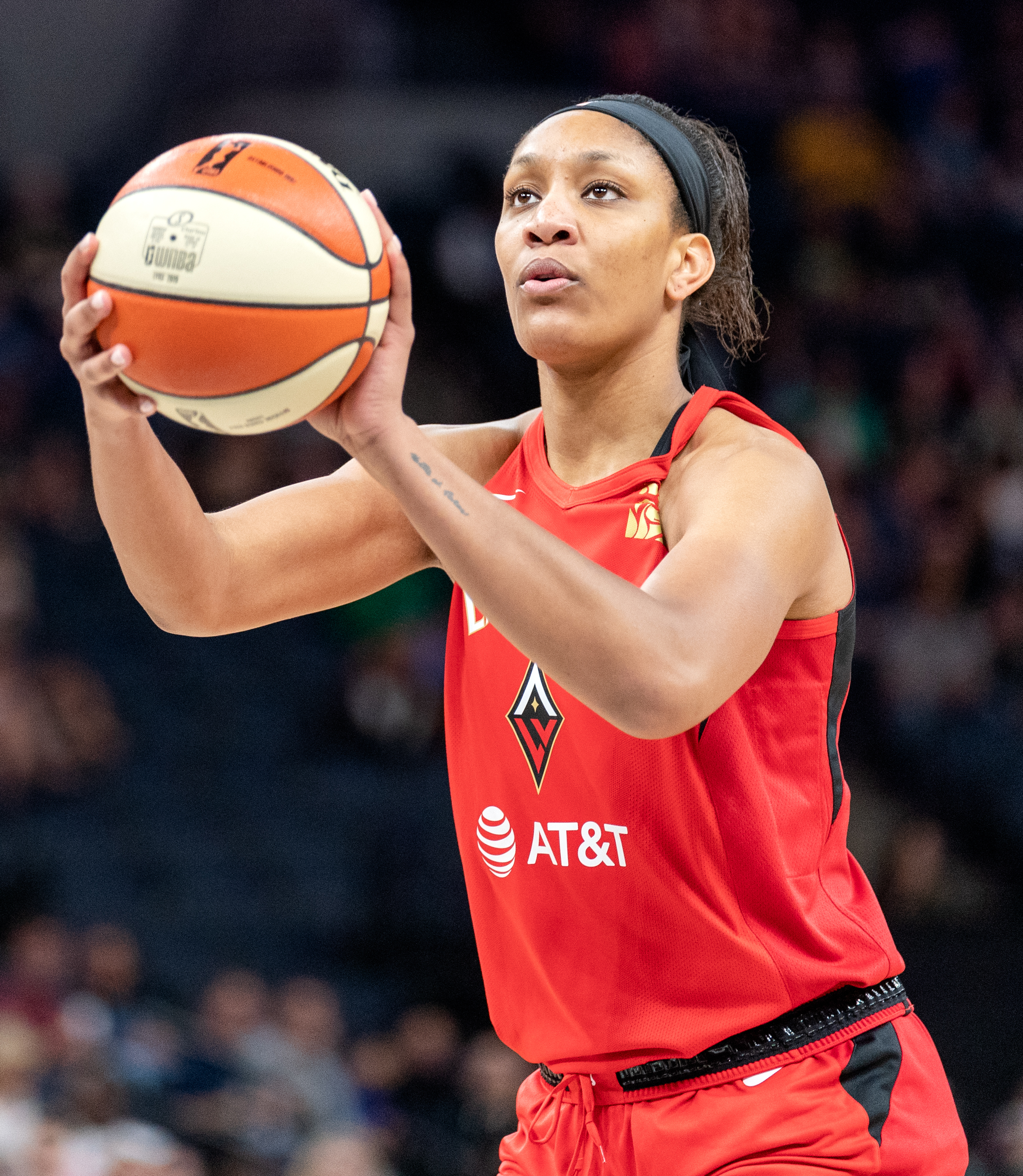
A'ja Wilson

L'11 dicembre 2017, in una conferenza stampa all'interno della House of Blues at Mandalay Bay di Las Vegas, è stato annunciato ufficialmente il nome della squadra: Las Vegas Aces. La squadra ha ricevuto la prima scelta al Draft WNBA 2018 e ha scelto A'ja Wilson da South Carolina.
Il 14 gennaio 2021 Mark Davis, proprietario dei Las Vegas Raiders, ha accettato di acquistare la squadra da MGM. L'acquisto è stato approvato dalla Lega il 12 febbraio 2021. Poco dopo l'acquisto della squadra da parte di Davis, è stato aperto il cantiere per la costruzione di una struttura di allenamento per le Aces a Henderson, accanto alla struttura dei Raiders. L'impianto di 50.000 piedi quadrati ospiterà gli allenamenti degli Aces, gli uffici, la sala d'allenamento, la sala pesi, lo spazio per l'idroterapia, l'area per la fisioterapia, gli spogliatoi, una sala conferenze, le sale per i giocatori e gli ex allievi e un centro di assistenza diurna in loco.
Nel maggio 2021, Davis ha assunto l'ex allenatrice capo delle Lady Tigers di basket della LSU, Nikki Fargas come presidente della squadra. Il 31 dicembre 2021 Becky Hammon è stata assunta come allenatrice capo in un accordo che l'ha resa l'allenatrice più pagata della WNBA.
Durante la stagione 2022, le Aces sconfissero in successione, le Phoenix Mercury nel primo turno e le Seattle Storm in semifinale, prima di sconfiggere le Connecticut Sun nelle WNBA Finals del 2022 in 4 partite per vincere il loro primo titolo e il primo campionato sportivo professionistico per Las Vegas.

## Record stagione per stagione
| Disputa Playoff | Campione di Conference | Campione WNBA |

| Stagione                 | V   | P   | %    | Playoff                                                                              | Risultato                                                                         |
| ------------------------ | --- | --- | ---- | ------------------------------------------------------------------------------------ | --------------------------------------------------------------------------------- |
| Utah Starzz              |     |     |      |                                                                                      |                                                                                   |
| 1997                     | 7   | 21  | 25,0 |                                                                                      |                                                                                   |
| 1998                     | 8   | 22  | 26,7 |                                                                                      |                                                                                   |
| 1999                     | 15  | 17  | 46,9 |                                                                                      |                                                                                   |
| 2000                     | 18  | 14  | 56,3 |                                                                                      |                                                                                   |
| 2001                     | 19  | 13  | 59,4 | Perde le semifinali di Conference                                                    | Utah 0, Sacramento 2                                                              |
| 2002                     | 20  | 12  | 62,5 | Vince le semifinali di Conference Perde le finali di Conference                      | Utah 2, Houston 1 Utah 0, Los Angeles 2                                           |
| San Antonio Silver Stars |     |     |      |                                                                                      |                                                                                   |
| 2003                     | 12  | 22  | 35,3 |                                                                                      |                                                                                   |
| 2004                     | 9   | 25  | 26,5 |                                                                                      |                                                                                   |
| 2005                     | 7   | 27  | 20,6 |                                                                                      |                                                                                   |
| 2006                     | 13  | 21  | 38,2 |                                                                                      |                                                                                   |
| 2007                     | 20  | 14  | 58,8 | Vince le semifinali di Conference Perde le finali di Conference                      | San Antonio 2, Sacramento 0 San Antonio 0, Phoenix 2                              |
| 2008                     | 24  | 10  | 70,6 | Vince le semifinali di Conference Vince le finali di Conference Perde le WNBA Finals | San Antonio 2, Sacramento 1 San Antonio 2, Los Angeles 1 San Antonio 0, Detroit 3 |
| 2009                     | 15  | 19  | 44,1 | Perde le semifinali di Conference                                                    | San Antonio 1, Phoenix 2                                                          |
| 2010                     | 14  | 20  | 41,2 | Perde le semifinali di Conference                                                    | San Antonio 0, Phoenix 2                                                          |
| 2011                     | 18  | 16  | 52,9 | Perde le semifinali di Conference                                                    | San Antonio 1, Minnesota 2                                                        |
| 2012                     | 21  | 13  | 61,8 | Perde le semifinali di Conference                                                    | San Antonio 0, Los Angeles 2                                                      |
| 2013                     | 12  | 22  | 35,3 |                                                                                      |                                                                                   |
| San Antonio Stars        |     |     |      |                                                                                      |                                                                                   |
| 2014                     | 16  | 18  | 47,1 | Perde le semifinali di Conference                                                    | San Antonio 0, Minnesota 2                                                        |
| 2015                     | 8   | 26  | 23,5 |                                                                                      |                                                                                   |
| 2016                     | 7   | 27  | 20,6 |                                                                                      |                                                                                   |
| 2017                     | 8   | 26  | 23,5 |                                                                                      |                                                                                   |
| Las Vegas Aces           |     |     |      |                                                                                      |                                                                                   |
| 2018                     | 14  | 20  | 41,2 |                                                                                      |                                                                                   |
| 2019                     | 21  | 13  | 61,8 | Vince le semifinali di Conference Perde le finali di Conference                      | Las Vegas 1, Chicago 0 Las Vegas 1, Washington 3                                  |
| 2020                     | 18  | 4   | 81,8 | Vince le finali di Conference Perde le WNBA Finals                                   | Las Vegas 3, Connecticut 2 Las Vegas 0, Seattle 3                                 |
| 2021                     | 24  | 8   | 75,0 | Perde le finali di Conference                                                        | Las Vegas 2, Phoenix 3                                                            |
| Totale                   | 368 | 450 | 45,0 | 2 Titoli di Conference                                                               | 2 Titoli di Conference                                                            |
| Play-off                 | 17  | 34  | 33,3 | 0 Titoli WNBA                                                                        | 0 Titoli WNBA                                                                     |

## Squadra attuale
| \| Pos. \| Num. \| Naz. \| Nome \| Altezza \| Peso \| Data nascita \| Provenienza \| \| ----- \| ---- \| ---- \| ------------------ \| ------- \| ----- \| ------------ \| ------------------ \| \| AP/AG \| 1 \| \| Bell, Kierstan \| 185 cm \| 80 kg \| 16-03-2000 \| Florida Gulf Coast \| \| C \| 51 \| \| Colson, Sydney \| 173 cm \| 64 kg \| 06-08-1989 \| Texas A&M \| \| G \| 12 \| \| Gray, Chelsea \| 180 cm \| 77 kg \| 08-10-1992 \| Duke \| \| AP/AG \| 5 \| \| Hamby, Dearica \| 191 cm \| 86 kg \| 06-11-1993 \| Wake Forest \| \| AP/AG \| 55 \| \| Plaisance, Theresa \| 196 cm \| 91 kg \| 18-05-1992 \| LSU \| \| G \| 10 \| \| Plum, Kelsey \| 173 cm \| 66 kg \| 24-08-1994 \| Washington \| \| C \| 21 \| \| Rupert, Iliana \| 193 cm \| 86 kg \| 12-07-2001 \| Francia \| \| G \| 4 \| \| Sheppard, Aisha \| 175 cm \| 66 kg \| 30-03-1993 \| Virginia Tech \| \| C \| 41 \| \| Stokes, Kiah \| 191 cm \| 87 kg \| 30-03-1993 \| Connecticut \| \| G \| 2 \| \| Williams, Riquna \| 168 cm \| 75 kg \| 28-05-1990 \| Miami \| \| AP/AG \| 22 \| \| Wilson, A'ja \| 193 cm \| 88 kg \| 08-08-1996 \| South Carolina \| \| G \| 0 \| \| Young, Jackie \| 183 cm \| 75 kg \| 16-09-1997 \| Notre Dame \| | Allenatore - Becky Hammon Assistente/i - Natalie Nakase - Tyler Marsh - Charlene Thomas-Swinson Legenda - (C) Capitano - (FA) Free agent - (S) Sospeso - (TW) Contratto Two-way - Infortunato Roster · Ultima transazione: 6 gennaio 2023 |                        |                    |         |       |              |                    |
| Pos. | Num. | Naz.                   | Nome               | Altezza | Peso  | Data nascita | Provenienza        |
| AP/AG | 1 | Stati Uniti (bandiera) | Bell, Kierstan     | 185 cm  | 80 kg | 16-03-2000   | Florida Gulf Coast |
| C | 51 | Stati Uniti (bandiera) | Colson, Sydney     | 173 cm  | 64 kg | 06-08-1989   | Texas A&M          |
| G | 12 | Stati Uniti (bandiera) | Gray, Chelsea      | 180 cm  | 77 kg | 08-10-1992   | Duke               |
| AP/AG | 5 | Stati Uniti (bandiera) | Hamby, Dearica     | 191 cm  | 86 kg | 06-11-1993   | Wake Forest        |
| AP/AG | 55 | Stati Uniti (bandiera) | Plaisance, Theresa | 196 cm  | 91 kg | 18-05-1992   | LSU                |
| G | 10 | Stati Uniti (bandiera) | Plum, Kelsey       | 173 cm  | 66 kg | 24-08-1994   | Washington         |
| C | 21 | Francia (bandiera)     | Rupert, Iliana     | 193 cm  | 86 kg | 12-07-2001   | Francia            |
| G | 4 | Stati Uniti (bandiera) | Sheppard, Aisha    | 175 cm  | 66 kg | 30-03-1993   | Virginia Tech      |
| C | 41 | Turchia (bandiera)     | Stokes, Kiah       | 191 cm  | 87 kg | 30-03-1993   | Connecticut        |
| G | 2 | Stati Uniti (bandiera) | Williams, Riquna   | 168 cm  | 75 kg | 28-05-1990   | Miami              |
| AP/AG | 22 | Stati Uniti (bandiera) | Wilson, A'ja       | 193 cm  | 88 kg | 08-08-1996   | South Carolina     |
| G | 0 | Stati Uniti (bandiera) | Young, Jackie      | 183 cm  | 75 kg | 16-09-1997   | Notre Dame         |